# Milchfleckdistel
Die Milchfleckdistel (Galactites tomentosus), auch Filzige Milchfleckdistel genannt, ist eine Pflanzenart aus der Gattung Galactites in der Familie der Korbblütler (Asteraceae).

## Merkmale

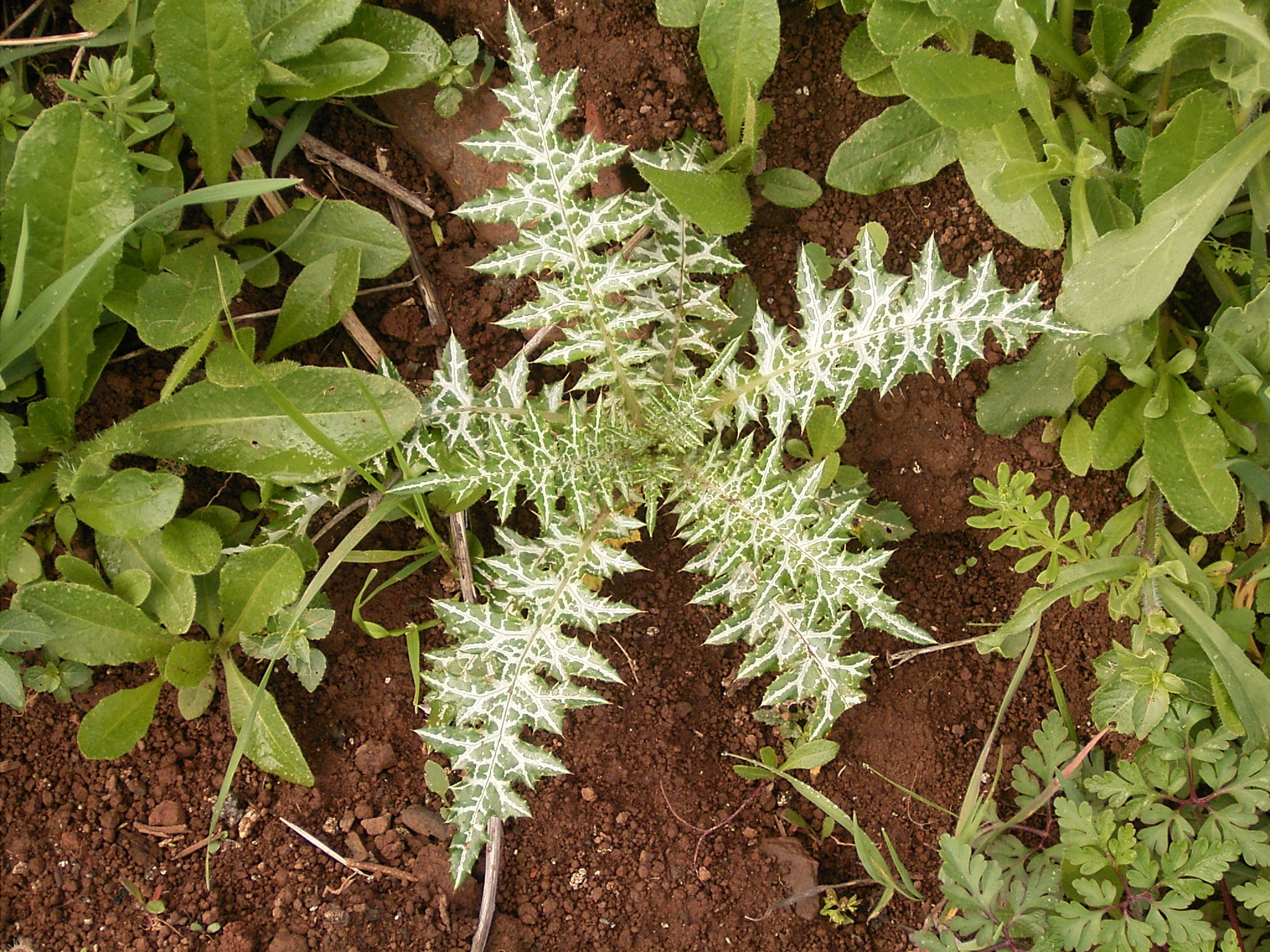
Charakteristisch ist die Fleckung der Blätter

Galactites tomentosus ist ein weißfilziger, ein- bis zweijähriger Hemikryptophyt, der Wuchshöhen von (8 bis) 15 bis 100 Zentimeter erreicht. Die Blätter sind oft weiß gefleckt, verkahlen auf der Oberseite und besitzen 1,5 bis 6 (bis 8) Millimeter lange Dornen. 
Die Körbchen sind gestielt. Die Hülle ist fein spinnwebig behaart und hat einen Durchmesser von 10 bis 15 Millimetern. Die Hüllblätter besitzen 5 bis 10 Millimeter lange, grünliche Dornen. Die äußeren Blüten sind trichterförmig, unfruchtbar und weisen eine intensivere violette Färbung auf als die inneren. Die inneren Blüten sind röhrig und zwittrig. Der Korbboden ist dicht behaart. Die Früchte sind 3 bis 5 Millimeter groß und gelblich. Der Pappus ist drei- bis viermal so lang wie die Früchte.
Die Blütezeit reicht von Februar bis Mai.
Die Chromosomenzahl beträgt 2n = 20 oder 22.

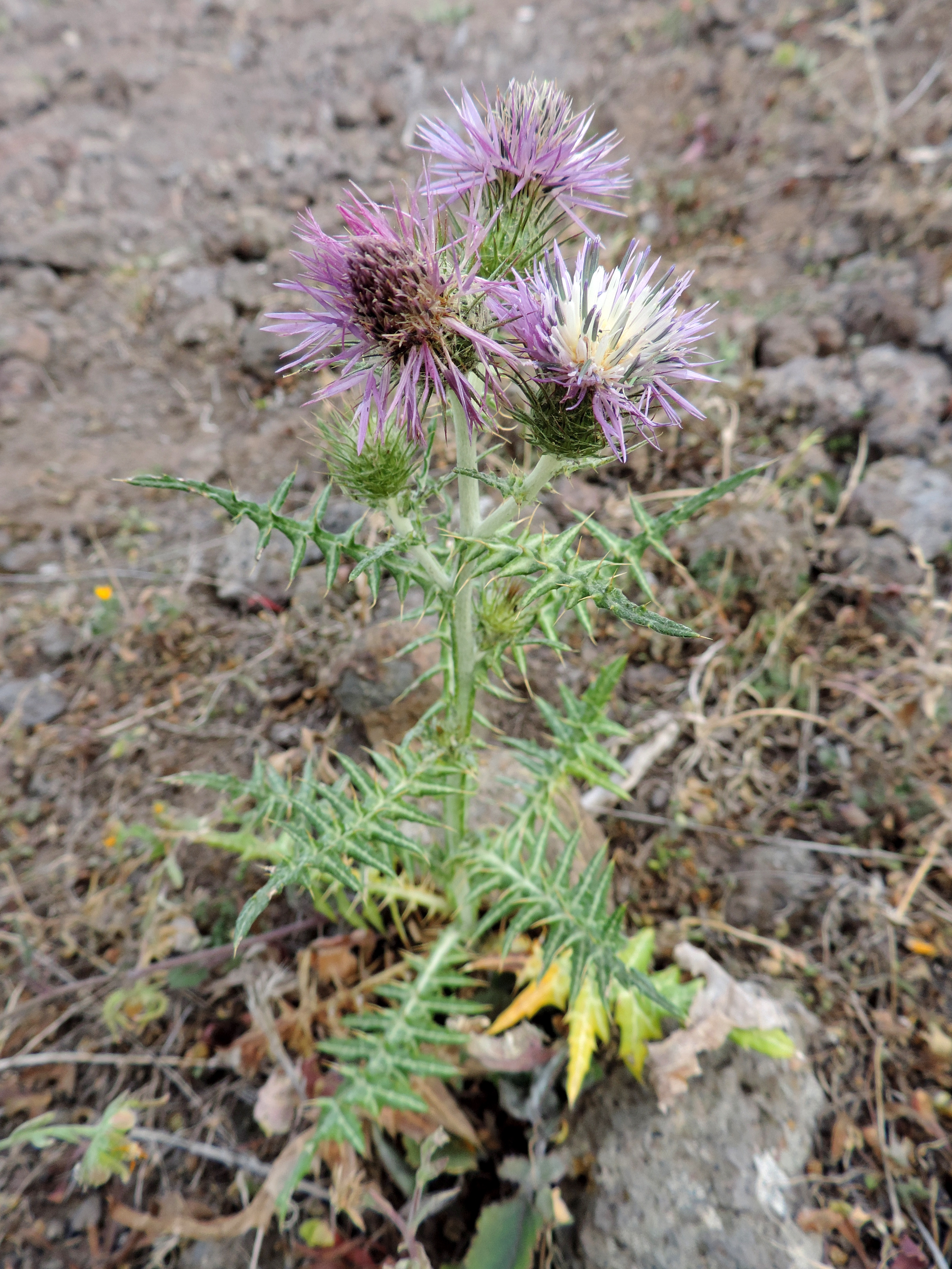
Milchfleckdistel (Galactites tomentosus)

## Vorkommen
Galactites tomentosus kommt im Mittelmeerraum ostwärts bis Rhodos vor. In Mitteleuropa tritt sie nur selten vorübergehend auf. Auf den Azoren ist sie ein Neophyt, auf den Kanaren ist ihre Ursprünglichkeit fraglich. 
Die Art wächst auf Brachland, Ruderalstellen und Weiden. Auf Kreta besiedelt sie Höhenlagen von 0 bis 650 Meter.

## Taxonomie
Die Milchfleckdistel wurde 1753 von Carl von Linné in Species Plantarum unter dem Basionym Centaurea galactites L. erstveröffentlicht. Conrad Moench stellte 1794 die Gattung Galactites auf und benannte die Milchfleckdistel in den Ersatznamen Galactites tomentosa Moench um, weil Gattungsname und Artepitheton bei Pflanzen nicht identisch sein dürfen.  Der Internationale Code der Nomenklatur für Algen, Pilze und Pflanzen legt für alle auf „-ites“ endenden Gattungsnamen Maskulinum als grammatisches Geschlecht fest, deshalb ist Galactites tomentosus der korrekte Name. Ein weiteres auf demselben Typus beruhendes Synonym ist Lupsia galactites (L.) Kuntze, auf anderem Typusmaterial beruhen Galactites pumilus Porta sowie Centaurea elegans All. (1780) und Galactites elegans (All.) Soldano. Dieser Name wäre wegen des schon 1780 veröffentlichten Epithets elegans der eigentlich gültige Name. Jedoch wurde 2005 ein Konservierungsantrag zugunsten von Galactites tomentosus gestellt, der 2007 von der Nomenklaturkommission befürwortet wurde.

## Belege
1. ↑  Peter Schönfelder, Ingrid Schönfelder: Die neue Kosmos Mittelmeerflora. Über 1600 Arten und 1600 Fotos (= KosmosNaturführer). Franckh-Kosmos, Stuttgart 2008, ISBN 978-3-440-10742-3, S. 110.
2. ↑  Peter Schönfelder, Ingrid Schönfelder: Was blüht am Mittelmeer? 750 Arten (= Kosmos-Naturführer). 4. Auflage. Franckh-Kosmos, Stuttgart 2005, ISBN 3-440-10211-4, S. 182.
3. 1 2 3 4  Ralf Jahn, Peter Schönfelder: Exkursionsflora für Kreta. Mit Beiträgen von Alfred Mayer und Martin Scheuerer. Eugen Ulmer, Stuttgart (Hohenheim) 1995, ISBN 3-8001-3478-0, S. 324.
4. ↑   Tropicos.
5. ↑  Adil Güner, Neriman Özhatay, Tuna Ekim, Kemal Hüsnü Can Bașer (Hrsg.): Flora of Turkey and the East Aegean Islands. Vol. 11 (Supplement 2). Edinburgh University Press, Edinburgh 2000, ISBN 0-7486-1409-5, S. 163 (englisch).
6. ↑  Gerhard Wagenitz (Hrsg.): Illustrierte Flora von Mitteleuropa. Pteridophyta, Spermatophyta. Begründet von Gustav Hegi. 2. überarbeitete und erweiterte Auflage. Band VI. Teil 4: Angiospermae, Dicotyledones 4 (Compositae 2, Matricaria – Hieracium). Paul Parey, Berlin / Hamburg 1987, ISBN 3-489-86020-9, S. 926 (revidierter Nachdruck der 1. Auflage (Band VI/2 von 1929) mit Nachtrag).
7. 1 2 3  Werner Greuter: Compositae (pro parte majore). Galactites tomentosus. In: Werner Greuter, Eckhard von Raab-Straube (Hrsg.): Compositae. Euro+Med Plantbase - the information resource for Euro-Mediterranean plant diversity. Berlin ab 2006.
8. ↑  Carl von Linné: Species Plantarum. Band 2, Lars Salvius, Stockholm 1753, S. 919 (Digitalisat).
9. ↑  Conrad Moench: Methodus plantas horti botanici et agri Marburgensis. A staminum situ describendi. Band 2, Libraria Academiae, Marburg 1794, S. 558 (Digitalisat).
10. ↑  John McNeill et al.: International Code of Nomenclature for algae, fungi, and plants (Melbourne Code) (= Regnum Vegetabile. Band 154). A.R.G. Gantner, Ruggell 2012, ISBN 978-3-87429-425-6 (Artikel 23.4).
11. ↑  John McNeill et al.: International Code of Nomenclature for algae, fungi, and plants (Melbourne Code) (= Regnum Vegetabile. Band 154). A.R.G. Gantner, Ruggell 2012, ISBN 978-3-87429-425-6 (Artikel 62.4).
12. ↑  Nicholas J. Turland: (1677) Proposal to conserve the name Galactites tomentosa against Centaurea elegans (Compositae). In: Taxon. Band 54, Nr. 1, 2005, S. 202–203 (Abstract).
13. ↑  R. K. Brummitt: Report of the Nomenclature Committee for Vascular Plants: 58. In: Taxon. Band 56, Nr. 2, 2007, S. 590–594 (Abstract).